# Pedro Alburquerque Contreras
Pedro Alburquerque Contreras (Murcia, Región de Murcia, 12 de enero de 1995) más conocido como Pedro Alburquerque, es un entrenador de fútbol español que dirige al Universidad Católica de Murcia Club de Fútbol "B" de la Tercera Federación.

## Trayectoria
Pedro Alburquerque comenzó su carrera en los banquillos trabajando en las categorías inferiores del Real Murcia Club de Fútbol. En 2016, ingresó en la estructura grana para trabajar en las categorías inferiores siendo entrenador del Cadete de Primera División y del equipo Infantil y Cadete de Liga Autonómica. 
En la temporada 2018-19, formó parte del cuerpo técnico del Real Murcia Imperial Club de Fútbol de Tercera División de España, siendo el segundo entrenador de Javier Motos.
En la temporada 2019-20, sería entrenador del Real Murcia Club de Fútbol Juvenil "B" de Liga Nacional Juvenil, pero en noviembre de 2019, tras la destitución de Francisco Miguel Beasley ‘Billy’, se hace cargo del Juvenil "A" de División de Honor.
En la temporada 2020-21, firma como segundo entrenador de Javier Motos en el Mar Menor Fútbol Club de la Tercera División de España. Al término de la temporada, lograría el ascenso a la Segunda División RFEF, tras vencer al FC Cartagena "B" en la final por el ascenso.
En la temporada 2021-22, continuaría como segundo entrenador del conjunto de San Javier en la Segunda División RFEF.
El 22 de junio de 2022, firma por el Mar Menor Fútbol Club de la Segunda División RFEF.
El 23 de enero de 2023, es destituido como entrenador del Mar Menor Fútbol Club, después de un comienzo de temporada extraordinario, donde consiguió seis victorias en los primeros siete encuentros de competición, llegaría una racha de resultados negativos de once jornadas sin hacerse con los tres puntos.
El 11 de enero de 2024, firma como entrenador del Universidad Católica de Murcia Club de Fútbol "B" de la Tercera Federación.

## Clubes

### Como entrenador
| Club                                                | País   | Año             |
| --------------------------------------------------- | ------ | --------------- |
| Real Murcia Imperial Club de Fútbol (2º Entrenador) | España | 2018-2019       |
| Real Murcia Club de Fútbol Juvenil "A"              | España | 2019-2020       |
| Mar Menor Fútbol Club (2º Entrenador)               | España | 2020-2022       |
| Mar Menor Fútbol Club                               | España | 2022-2023       |
| Universidad Católica de Murcia Club de Fútbol "B"   | España | 2024-actualidad |